# کانن ئی‌اواس دی۶۰
کانن ئی‌اواس دی۶۰ (به انگلیسی: Canon EOS D60) یک دوربین عکاسی تک‌لنزی بازتابی ساخت شرکت کانن است.